# Eicel

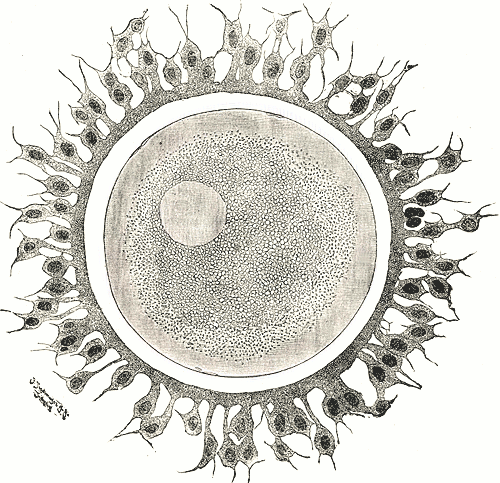
Een menselijke eicel

Een eicel is de niet beweeglijke, vrouwelijke gameet of geslachtscel. De mannelijke gameten, de zaadcellen, zijn beweeglijk, doordat ze flagellen bezitten. De biologische term voor eicel is ovum (meervoud ova, van het Latijnse woord ovum dat ei of eicel betekent).
Bij hogere dieren, inclusief de mens, ontstaan eicellen in de vrouwelijke geslachtsklieren, de eierstokken. 

## Menselijke eicel
Bij haar geboorte heeft een vrouw in aanleg enkele duizenden eicellen. Hiervan komen er gedurende haar vruchtbare leven een paar honderd tot rijping. Het proces van de rijping van de eicellen is oögenese.
In het menselijk lichaam is de eicel een van de grootste cellen en is met een diameter tussen de 100 en 200 µm zichtbaar met het blote oog, dus zonder hulp van een microscoop.
De eicel is in tegenstelling tot de zaadcel niet zelf mobiel. Daarentegen bevat een eicel een grote hoeveelheid reservevoedsel om na de versmelting de zygote en het vroege embryo voor de eerste tijd van energie te voorzien. De eicel is door deze reserve de grootste cel van het organisme.

## Plantaardige eicel
In het vruchtbeginsel van een bedektzadige plant kunnen één of meerdere zaadknoppen met elk een eicel (embryozak) voorkomen. De embryozak van een plant bevat in tegenstelling tot een dierlijke eicel minder reservevoedsel. Bij de bedektzadigen versmelt na bevruchting één kern uit de stuifmeelbuis met de secundaire embryozakken en vormt zo een triploïde (3n) kern. Deze kern groeit uit tot het endosperm (kiemwit), dat reservevoedsel bevat voor de zich later te ontwikkelen plant. De andere kern versmelt met de eicel, dat vervolgens uitgroeit tot het kiempje. Na bevruchting wordt bij dicotylen het reserve voedsel uit het endosperm opgeslagen in de kiemlobben en bij de monocotylen blijft het in het endosperm.